# یونیون پاسیفیک (فیلم)
یونیون پاسیفیک (انگلیسی: Union Pacific) فیلمی در ژانر درام و وسترن به کارگردانی سیسیل بی. دمیل است که در سال ۱۹۳۹ منتشر شد. این فیلم برنده نخل طلای جشنواره فیلم کن ۲۰۰۲ شده است.

## بازیگران
- باربارا استانویک
- جوئل مک‌کری
- آکیم تامیروف
- رابرت پرستون
- برایان دانلوی
- لین آورمن
- آنتونی کوئین
- جوزف مایکل کریگن
- رابرت برت
- فرانسیس مک‌دانلد
- اولین کیز
- دان بدو
- جورج رگاس
- هری کولکر
- جیمز فلاوین
- جوزف کرئان
- لین چندلر
- لان چینی جونیور
- ماری مک‌لارن
- مورگان والاس
- نستور پایوا
- نوبل جانسون
- رجیس تومی
- ریچارد دنینگ
- دیک لین
- راسل هیکس
- وارد باند
- ویلارد رابرتسن
- بایرون فولگر
- آدریان موریس
- پت هارتیگان
- فلورنس لیک

## جوایز
- نخل طلای جشنواره کن در سال ۱۹۳۹